# モンスター・ホテル
『モンスター・ホテル』（Hotel Transylvania）は、ソニー・ピクチャーズ アニメーション製作による2012年のアメリカ合衆国の3DCGアニメーション映画である。ゲンディ・タルタコフスキー監督、ミシェル・マードッカ製作である。声の出演は、アダム・サンドラー、セレーナ・ゴメス、アンディ・サムバーグ、ケヴィン・ジェームズ、フラン・ドレシャー、ジョン・ロヴィッツ、シーロー・グリーン、スティーヴ・ブシェミ、モリー・シャノン、デヴィッド・スペードである。

## ストーリー
19世紀の人間たちの迫害を逃れ、世界中のモンスターの楽園である5ツ星リゾートホテル「ホテル・トランシルヴァニア」のオーナーとなった吸血鬼のドラキュラ伯爵（アダム・サンドラー）は、一人娘のメイヴィス（セレーナ・ゴメス）の118歳の誕生日パーティーに有名なモンスターたちを招待した。
しかし、バックパッカーの人間の若者ジョニー（アンディ・サムバーグ）がホテルに迷い込んでしまい、ホテルの評判を気にしたドラキュラはジョニーにフランケンシュタインの変装をさせるが、あろうことかメイヴィスとジョニーが恋に落ちてしまう。ドラキュラはホテル中にジョニーの正体を隠しつつ、愛娘との恋を邪魔しようとする。

## 登場人物
括弧内は日本語吹き替え版声優。
ドラキュラ伯爵（Count Dracula）
声 - アダム・サンドラー（山寺宏一）
ホテル・トランシルヴァニアの総支配人の吸血鬼。一人娘のメイヴィスには大変過保護。1477年10月21日生まれの541歳。陽気な性格でカリスマ性があり、ゲストのモンスターたちを常に楽しませている。爪を尖らせてコウモリに変身したり、飛行能力・催眠術・念動力・瞬間移動、物体の動きを止めるなどができる。人間の血は脂肪分が多いので飲めず、心臓に杭を打たれたら誰だって死ぬとコメントしている。
人間の迫害で最愛の妻マーサを殺されたため人間を恐れており、全てのモンスターが安全に過ごせる城ホテル・トランシルヴァニアを建て、メイヴィスの安全に心を砕いている。メイヴィスと人間のジョナサンが惹かれ合っていることに気が気ではない。モデルはブラム・ストーカー原作の『吸血鬼ドラキュラ』の悪役ドラキュラ伯爵。
メイヴィス・ドラキュラ（Mavis Dracula）
声 - セレーナ・ゴメス（川島海荷）、セイディー・サンドラー（幼少期）
ドラキュラの娘で118歳のティーンエイジャー。賢く好奇心旺盛な性格で、過保護なドラキュラに反発して自由な外の世界に行きたいと思っている。ドラキュラ同様吸血鬼の力を持つ。1894年9月28日生まれ。
118歳の誕生日に人間界に行こうとするが、ドラキュラが用意した偽の人間の村に誘い出され、人間の迫害を怖がるようになった。フランケンシュタインに変装したジョニーと一目で惹かれ合い、子供扱いして恋愛を禁止するドラキュラに反発する。
ジョナサン・ロホラン（Jonathan Loughran）
声 - アンディ・サムバーグ（藤森慎吾）
世界中を旅するバックパッカーの人間の青年。通称「ジョニー」。1991年生まれの21歳。旅と楽しいことを愛する脳天気でおしゃべりな今時の若者。
登山中にホテル・トランシルヴァニアに迷い込み、ドラキュラがモンスターと間違えて中に入れてしまう。当初はモンスターを人間の仮装と勘違いしており、悪人ではないと判断したドラキュラの機転でフランケンシュタインに変装させられる。ドラキュラにホテルの出来事を忘れるよう催眠術をかけられるが、コンタクトがずれて失敗に終わり、ドラキュラと結託してフランクの右腕の従兄弟ジョニーシュタインのふりをする。フランクたちの古臭い音楽にうんざりしてギターを演奏し、一躍ホテルの人気者になる。
モデルは「アイス・エイジシリーズ」のジュリアン。名前の由来は小説「吸血鬼ドラキュラ」の実質的な主人公ジョナサン・ハーカーとも。
フランク / フランケンシュタイン（Frankenstein）
声 - ケヴィン・ジェームズ（チョー）
ドラキュラの親友のフランケンシュタインで、メイヴィスにはフランクおじさんと呼ばれて慕われている。おっとりした温和な性格で火が苦手。体のパーツそれぞれに親戚がいる。モデルはフランケンシュタインの怪物。
ユーニス（Eunice）
声 - フラン・ドレシャー（磯辺万沙子）
フランケンシュタインの妻。気が強い性格でフランクを尻に敷いているが、夫婦仲はとても良好。ジョニーに好意的だったが、彼が人間と知ると厳しく糾弾する。
ウェイン（Wayne）
声 - スティーヴ・ブシェミ（我修院達也）
ドラキュラの親友。くたびれた印象の狼男。昼はデータ管理の仕事、夜は数十人もいる子供の相手をしている。
ワンダ（Wanda）
声 - モリー・シャノン（雨蘭咲木子）
ウェインの妻。大変な子だくさんで、常に子供を妊娠している。
マリー（Murray）
声 - シーロー・グリーン（三ツ矢雄二）
ドラキュラの親友。エジプトのピラミッドに住むミイラ。元々はファラオに仕えたエンターテイナーで、パーティーや騒々しいことが大好き。
グリフィン（Griffin）
声 - デヴィッド・スペード（若本規夫）
ドラキュラの親友。眼鏡をかけた透明人間。ハードボイルドを気取るニヒルな皮肉屋。モデルはH・G・ウエルズ原作の「透明人間 (1933年の映画)」の主人公ジャック・グリフィン博士。
マーサ（Martha Lubov Dracula）
声 - ジャッキー・サンドラー（佐々木優子）
ドラキュラの妻。18世紀にメイヴィスと同じ年でドラキュラと出会い恋に落ちるが、19世紀後半にメイヴィスが生まれた直後、村の人間の迫害で城に火を放たれ殺されてしまう。1489年3月23日生まれ。享年405歳。
一家が住んでいた城では、火災で伯爵の夫や子供と命を落とした夫人の伝説が存在することがジョナサンに語られている。モデルは「吸血鬼ドラキュラ」の登場人物ミナ・ハーカー。
干し首
声 - ルーネル（クリス松村）
ドアにぶら下がる干し首。
カジモド（Quasimodo Wilson）
声 - ジョン・ロヴィッツ（後藤哲夫）
かつてはノートルダムの鐘つき男だったが、今ではホテル・トランシルヴァニアの調理師として働いている。常にペットのエスメラルダ（ネズミ）を連れている。ジョニーが人間ではないかと怪しみ、彼を殺して調理しようと企む。モデルは「ノートルダムの鐘」の主人公カジモド。
甲冑（Suits of Armor）
声 -  ブライアン・ジョージ（斎藤志郎）
ホテル・トランシルヴァニアの警備員で、ドラキュラの伝言係でもある。
パイロット（Pilot）
声 -  ブライアン・スタック（梅津秀行）
ジョニーが乗った飛行機のパイロット。ジョニーを呼び戻そうとするドラキュラに催眠術をかけられた。
ハエ男（Fly）
声 - クリス・パーネル（小柳良寛）
ホテル・トランシルヴァニアのフィットネスコーディネーター。ドラキュラに時間を止められたカジモドの言葉を理解でき、ジョニーが人間だと暴いた。モデルはジョルジュ・ランジュラン原作の映画「ハエ男の恐怖」の主人公と思っている。
骸骨男（Skeleton Husband）
声 - ロブ・リグル（杉村憲司）
ホテル・トランシルヴァニアに夫婦連れで来ていた客。妻の胸骨に触ったジョニーに激怒した。
ゾンビ（Zombies）
声 - ポール・ブリテイン
ホテル・トランシルヴァニアのドアマン。メイヴィスに人間への恐怖を植え付けようとしたドラキュラの一計で、吸血鬼を迫害する人間に扮した。

## 製作
『モンスター・ホテル』の企画は2006年よりアンソニー・スタッチとデヴィッド・ファイス監督で進められていた。2008年にはジル・カルトン監督に交代し、2010年になるとクリス・ジェンキンス、さらに続いてトッド・ワイルダーマンが引き継いだ。2011年、6人目の監督として、本作が長編監督デビューとなるゲンディ・タルタコフスキーがソニーに加わった。
年内にタルタコフスキーは脚本を書き直し、2Dアニメーション（特にテックス・アヴェリーの作品）の要素を取り入れるために映画を再想像した。
2011年11月、マイリー・サイラスがメイヴィスの声を務めると発表されたが、2012年2月に彼女はプロジェクトを降板した。サイラスの代わりにはセレーナ・ゴメスが起用された。

## 公開
2012年9月8日、第37回トロント国際映画祭でプレミア上映される。劇場公開は2012年9月28日よりコロンビア ピクチャーズ配給で行われる。2012年3月27日に国際版のティーザー予告編が公開された。2012年4月24日にはアメリカ版の予告編が公開され、『ザ・パイレーツ! バンド・オブ・ミスフィッツ』に付属された。2本目の予告編は2012年6月21日に公開され、『メリダとおそろしの森』に付属された。

## 興行収入
本作は『ウォント・バック・ダウン -ママたちの学校戦争-』及び『LOOPER/ルーパー』と同じ週に封切られ、公開初週末に2580万ドル前後を稼ぎ出すと予想されていたが、実際の数字はそれを大きく上回るものであった。2012年9月28日、本作は全米3349館で公開され、公開初週末に4252万ドルを稼ぎ出し、週末興行収入ランキング初登場1位となった。これは9月公開作の初動成績としては過去最高の数字であった。

## 評価
本作に対する批評家からの評価は平凡なものに留まっている。映画批評集積サイトのRotten Tomatoesには143件のレビューがあり、批評家支持率は44%、平均点は10点満点で5.3点となっている。サイト側による批評家の見解の要約は「子供たちは『モンスター・ホテル』の快活ではあるが軽薄な雰囲気を楽しめるかもしれない。しかし、大人の観客が楽しむには、脚本が薄っぺらい上に騒々しい。」となっている。また、Metacriticには32件のレビューがあり、加重平均値は47/100となっている。なお、本作のCinemaScoreはA-となっている。
本作は第70回ゴールデングローブ賞のアニメ映画賞にノミネートされたが、受賞には至らなかった。

## 続編
2012年11月、コロンビア映画が続編の製作を正式に開始し、2015年9月25日に全米公開する予定であると報じられた 。2014年3月12日、タルタコフスキーが監督として続投することになったとの報道があった。